# Разходка на Луната
„Разходка на Луната“ (на английски: A Walk on the Moon) е американски филм от 1999 година, драма на режисьора Тони Голдуин по сценарий на Памела Грей.
Сюжетът е развит около жена, която прекарва лятото извън града с децата си и изневерява на съпруга си на фона на фестивала „Удсток“ и кацането на Луната. Главните роли се изпълняват от Даян Лейн, Виго Мортенсен, Ана Пакуин, Лив Шрайбър.